# Joaquim Vallespí i Pòlit
Joaquim Vallespí i Pòlit (Torroella de Montgrí, 9 de març del 1885 - 5 de gener del 1961) va ser un músic, violinista, instrumentista de flabiol i trombó, i compositor, molt vinculat a la cobla-orquestra Els Montgrins.

## Biografia
Fill i germà d'una família de músics, Joaquim Vallespí es formà artísticament amb el seu pare Enric Vallespí, amb Pere Rigau i amb Josep Pi (que li ensenyà harmonia i composició). El 1903, i juntament amb en Vicenç Bou, entrà a la cobla Els Montgrins i hi romangué durant dècades; al conjunt hi coincidí amb els seus germans Enric (que hi entrà al 1908) i Josep (1916), i hi exercí les funcions de representant, a partir del 1909, i de director musical des del 1930. El 1936 hagué de plegar de la formació torroellenca, i durant un temps formà part de la cobla-orquestra Emporitana, de Verges, abans de tornar als Montgrins el 1942, d'on sortí el 1945. S'enrolà a la Principal de l'Escala, on coincidí amb en Josep Blanch i Reynalt, i on es jubilà. Morí a Torroella.
Com a compositor, fou autor de més de 110 sardanes, moltes de les quals enregistrades per la mateixa cobla Els Montgrins, així com altres peces de cant (caramelles, estudiantines) o ballables. Ensomni va ser la peça guanyadora per votació popular de la primera "Audició Comentada de Sardanes Oblidades" que l'"Agrupació Sardanista Escalenca L'Avi Xaxu" va fer al gener del 2010, en el marc dels actes previs a la proclamació de l'Escala Ciutat Pubilla de la Sardana. Part del fons documental d'en Vallespí va ser lliurat pels seus germans al "Museu de la Sardana" de Girona, i el Museu de la Mediterrània de Can Quintana, a Torroella, custodia instruments del músic.
Algunes de les seves interpretacions al violí adquiriren fama: Aires bohemios, de Pablo Sarasate; María de Padilla o Souvenir (extret d'un concert de Haydn). En altres facetes, va ser professor de música, i tingué per deixebles en Ricard Parés, l'Agustí Monguilod, en Joaquim Ferrer, en Joaquim Juanmiquel, en Joan Sadurní i altres. També es dedicà al cant coral, amb la direcció de l'"Orfeó Torroellenc" (del 1933), que el distingí atorgant-li la Batuta d'Honor. En una vessant diferent de la música, publicà poesies a la revista local Emporium. L'ajuntament de Torroella el distingí donant el seu nom a un carrer de la vila.

## Obres
- Katime, fox

### Sardanes
Selecció
- Aires del Ter (1949), enregistrada[disc 1]
- Anneta (1939), obligada de tible
- Avel·lina (1918), enregistrada[disc 2]
- Cala Ferriola (1926), enregistrada[disc 3]
- Del cor als llavis (1929)
- Des d'enllà de la mar (1953), amb lletra d'Andreu Tey i Garriga
- Ensomni (1936), amb lletres de Jaume Falcó i Jané i de Francesc Graells, enregistrada[disc 4]
- Encisada (1905)
- Esbojarrada (1930), obligada de tenora i tible
- Estoig de perles (1905)
- Flors i violes (1916)
- Francesca (1936), obligada de tenora i fiscorn, enregistrada[disc 5]
- Frisança (1909), obligada de tenora i fiscorn
- Joiosa (1927), enregistrada[disc 6]
- Lluna de mel (1924), enregistrada[disc 7]
- Organyà (1950), enregistrada[disc 8]
- Picarols (1918), obligada de tible
- Plenitud (1927), obligada de tenora, enregistrada pels Montgrins amb Lluís Cotxo de solista[disc 6]
- Primaveral (1915), obligada de tible
- La troba del grallaire (1914), obligada de tible, enregistrada[disc 9]
- Una refilada (1929), obligada de tible
- Vol d'aliga (1928), obligada de tenora[disc 10]
- Volves de neu (1917), obligada de tible, enregistrada[disc 10]

## Enregistraments
1. ↑  DC Cobla Ciutat de Girona. 50è. aplec de la sardana de Girona II.  Manresa: CK Music, 2007.
2. ↑  Disc de 78 r.p.m. Els Montgrins. Sardanes.  Barcelona: Odeon, 1922. Ref A 138.601
3. ↑  Disc de 78 r.p.m. Els Montgrins; La Principal de la Bisbal. Sardanes.  Barcelona: Odeon, 1926. Arxivat 2013-12-03 a Wayback Machine. Ref 102.089
4. ↑  DC Els Montgrins. 125 anys montgrinejant.  Barcelona: PICAP, 2009. Ref. 91.0855-22
5. ↑  LP Els Montgrins. Des del Montgrí (centenari de la cobla Montgrins).  Barcelona: Foc Nou, 1984. Ref. FLP 103
6. 1 2  Disc de 78 r.p.m. Els Montgrins. Sardanas.  Barcelona: Odeon, 1929. Ref. 182.058
7. ↑  Disc de 78 r.p.m. Els Montgrins. Sardanas.  Barcelona: Odeon, 1924. Arxivat 2013-12-03 a Wayback Machine. Ref. 101.137
8. ↑  DC Cobla Ciutat de Girona. Sardanes a Organyà.  Barcelona: Àudiovisuals de Sarrià, 2009. Ref. AVS 5.2142
9. ↑  Disc de 78 r.p.m. Els Montgrins. Sardanas.  Barcelona: Odeon, 1914. Arxivat 2013-12-03 a Wayback Machine. Ref. A 135.654
10. 1 2  DC Cobla Genisenca. Taradell.  Barcelona: Àudiovisuals de Sarrià, 1999. Ref. AVS 5.1663